# Strand Horst

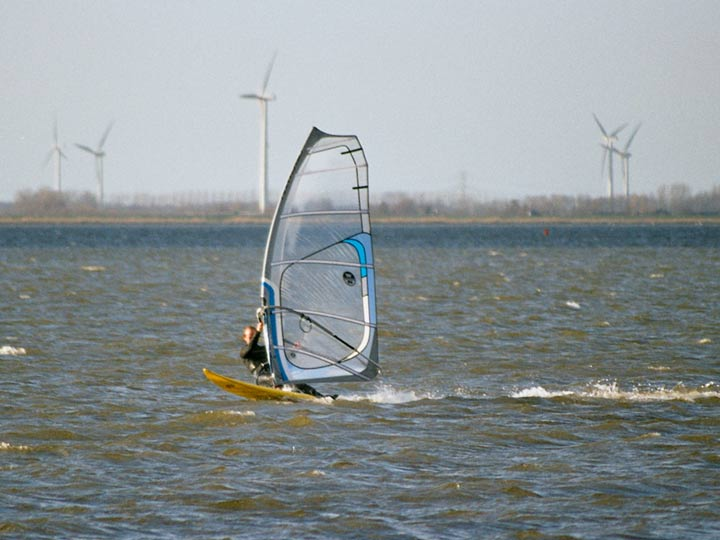
Windsurfen bij Strand Horst met windmolens op achtergrond

Strand Horst is een surflocatie in Nederland, aan de Gelderse kant van het Wolderwijd, ter hoogte van de buurtschap Horst (gemeente Ermelo).
In de zomermaanden wordt Strand Horst gefrequenteerd door dagrecreanten. Het strand wordt beheerd en geëxploiteerd door Leisurelands.
Sinds 2009 is Horst-Noord toegekend als officiële kitesurfzone. Op Horst-Zuid is een Pitch and putt-golfbaan.